# Epidemic!
Epidemic! est un jeu vidéo de stratégie créé par Steven Faber et publié par Strategic Simulations dans la gamme RapidFire en 1983 sur Apple II et IBM PC et en 1984 sur Atari 8-bit. Le joueur y dirige une équipe médicale internationale chargé de lutter contre un virus d’origine extraterrestre amené sur Terre par des météorites. Pour y parvenir, le joueur dispose d’un arsenal de moyens médical, politique et militaire qui lui permettent de limiter la propagation du virus, de soigner la population et de détruire les météorites en approche, mais aussi, en derniers recours, de raser complètement les régions touchées par l’épidémie. À sa sortie, le jeu est salué par la presse spécialisée qui met notamment en avant ses graphismes, son interface facile à prendre en main et son gameplay addictif.

## Trame
Epidemic! se déroule dans un univers de science-fiction dans lequel l’humanité est menacé par un virus extraterrestre amené sur Terre par une météorite. Le joueur y incarne le commandant d’une équipe médicale basé en Antarctique et chargé de défendre la planète contre le virus. 

## Système de jeu
Epidemic! est un jeu vidéo de stratégie dans lequel le joueur doit lutter contre une épidémie d’origine extraterrestre. Le jeu se déroule au tour par tour. Au début de chaque tour, le joueur détecte sur un écran radar l’approche de nouvelles météorites et détermine si elles risquent de s’écraser dans une zone inhabitée ou au contraire de touché une zone habitée jusque-là épargnée par le virus. Il peut alors décider de les détruire, à l’aide d’un missile nucléaire, ou de passer son tour. Sur une carte, le joueur observe ensuite la progression du virus dans le monde, divisé en quatorze régions, et peut ainsi voir les zones de la planète déjà affectées par le virus, le nombre de victimes et les mesures curatives qui y ont été prises. À partir de ces données, le joueur doit prendre des décisions pour lutter contre le virus. Il dispose pour cela un arsenal de moyens médicaux, politiques et militaires. Dans les zones ou le virus est le moins virulent, il peut choisir entre huit traitements différents. Les interférons sont par exemple très efficaces pour éliminer le virus mais les stocks sont limités et il ne peut les utiliser qu’à petite dose. Les machines à rayons X sont au départ efficace mais celles-ci tombent souvent en panne. Dans les états communistes, il peut imposer la loi martiale pour éviter que le virus ne se propage mais cette solution est inapplicable dans les démocraties. Son meilleur espoir réside la manipulation génétique mais le procédé met du temps à se mettre en place. Lorsque toutes les autres solutions échouent et que le virus devient hors de contrôle, il a également la possibilité de détruire complètement une région,. Le jeu propose quatre niveaux de difficulté. Une partie complète dure entre quinze et trente tours, en fonction du niveau de difficulté. À la fin de la partie, le joueur se voit attribuer un score compris entre zéro et mille point, en fonction de son efficacité.

## Publication
Epidemic! est publié par Strategic Simulations dans la gamme RapidFire début 1983 sur Apple II et IBM PC,. Le jeu est ensuite porté sur Atari 8-bit en 1984.

## Accueil
À sa sortie, le jeu est salué par la journaliste Valerie Troff du magazine Computer Gaming World qui le décrit comme un « bon jeu de stratégie » pour débutants. Elle estime en effet que ses graphismes sont « excellents », qu’il est « facile à prendre en main » et « très addictifs » et que soigner l’humanité aussi vite que possible se révèle être un « vrai défi ». Elle regrette en revanche qu'au niveau maximum de difficulté, suivre l’ensemble des chutes de météorites est parfois « fastidieux » et qu’il n'est pas possible de régler certain paramètres, comme le nombre de météorites, la progression et la propagation du virus ou la localisation du centre de commandement. Le jeu est également bien reçu par le journaliste Brian J. Murphy du magazine Creative Computing qui juge lui aussi que ses graphismes sont « bien réalisés » et « colorés » et que le jeu est « facile à prendre en main », grâce notamment à la présentation claire des instructions et des menus affichés à l’écran. Il estime ainsi qu’il n’est pas forcément nécessaire de consulter la documentation pour apprendre à jouer, même si cette dernière est amusante et explique correctement les mécanismes du jeu. Plus globalement, il explique être surpris qu’un jeu consacré à la fin du monde puisse être « aussi amusant ». De son côté, le journaliste de Softalk met en lumière quelques lacunes dans sa documentation, qui d’après lui n’explique pas suffisamment en détail les différences d’efficacités des traitements, mais le considère tout de même comme un jeu « absorband » qui se distingue des autres jeux publiés par Strategic Simulations.